# سلسلة بيكرينغ
سلسلة بيكرينغ (وهي تعرف أيضًا باسم سلسلة بيكرينغ-فولر) هي عبارة عن ثلاثة خطوط طيفية ناتجة عن انتقالات ذرات الهيليوم المتأين، وهي تتواجد في العادة في أطياف الامتصاص الخاصة بنجوم وولف-رايت. واسمها يُنسب في أصله إلى العالمين إدوارد تشارلز بيكرينغ وألفريد فولر. وهذه الخطوط الطيفية هي نتيجة انتقال الإلكترونات من مستوى طاقة أعلى إلى مستوى الطاقة الرئيسي الذي يحمل الرقم 4. والأطوال الموجية الخاصة بهذه الخطوط هي كما يلي:
- 4551 Å (انتقال من مستوى n = 9 إلى مستوى n = 4)
- 5411 Å (من n = 7 إلى n = 4)
- 10123 Å (من n = 5 إلى n = 4)

أما الانتقالات التي تحدث من مستويا الطاقة 6 و 8 فهي تتصادف مع انتقالات ذرات الهيدروجين، وبالتالي لا تظهر خطوطها في الطيف النجمي.
وفي عام 1896، نشر بيكرينغ أبحاثه عن ظهور خطوط لم يسبق معرفتها من قبل في طيف النجم سهيل (ζ-Puppis). ومن ثم أوعز بيكرينغ سبب وجود هذه الخطوط إلى وجود نوع معين من الهيدروجين يسمح بانتقالات ذرية بين مستويات أنصاف الأعداد الصحيحة وبعضها. وفي عام 1912 استطاع فولر أن يصنع خطوط طيف مشابهة من خليط من الهيدروجين والهيليوم، وبذلك أكد على استنتاجات بيكرينغ عن أصل هذه الخطوط. ولكن لاحقًا قام نيلز بور بتحليل سلسلة بيكرينغ في ثلاثيته التي تحوم حول بنية الذرة، وتوصل إلى أن استنتاجات كلٍ من بيكرينغ وفولر خاطئة، وأن السبب الحقيقي لظهور هذه الخطوط الطيفية هو انتقالات الهيليوم المتأين، +He. وفي البداية شكك فولر في استنتاجات بور، ولكنه اقتنع في النهاية أن بور كان على صواب. وبحلول عام 1915 أجمع علماء تحليل الأطياف الضوئية بما لا يدع مجالًا للشك على أن سلسلة بيكرينغ تتبع انتقالات الهيليوم وليس الهيدروجين. ومن هنا بينت أعمال بور النظرية وجود حاجة ملحة إلى إعادة تقييم المسائل التي كنا نعتقد مسبقًا أن النظريات الكلاسيكية قد قضت في أمرها.